# Connor Murphy (Eishockeyspieler)
Connor Murphy (* 26. März 1993 in Boston, Massachusetts) ist ein US-amerikanischer Eishockeyspieler, der seit Juli 2017 bei den Chicago Blackhawks in der National Hockey League unter Vertrag steht. Er ist der Sohn des früheren NHL-Profis und jetzigen Trainers Gord Murphy.

## Karriere

### Jugend
Connor Murphy folgte in seiner Kindheit den Karrierestationen seines Vaters Gord Murphy, der ebenfalls Verteidiger war. Geboren wurde er 1993 in Boston, wo Gord gerade für die Bruins aktiv war, und lernte das Schlittschuhlaufen im Kleinkindalter in Miami, während sein Vater für die Florida Panthers auflief. Konstanz stellte sich schließlich ein, als sein Vater von 2002 bis 2010 als Assistenztrainer bei den Columbus Blue Jackets tätig war und die Familie in Dublin, Ohio sesshaft wurde. Dort spielte er im Jugendbereich für die Ohio Blue Jackets, ehe er mit Beginn der Saison 2009/10 in das USA Hockey National Team Development Program (US NTDP) aufgenommen wurde, die zentrale Talenteschmiede des Verbandes USA Hockey in Ann Arbor, Michigan. Mit den dortigen Jugendmannschaften bestritt Murphy nur wenige Spiele in der United States Hockey League, der höchsten Juniorenliga der Vereinigten Staaten, und kam dafür in mehreren außer Wettbewerb stehenden Partien zum Einsatz. Zudem nahm er mit der U18-Nationalmannschaft, die sich naturgemäß hauptsächlich aus Mitgliedern des US NTPD zusammensetzt, an der U18-Junioren WM 2011 teil und gewann dort mit der Mannschaft die Goldmedaille.
Nach zwei Jahren im Nachwuchsprogramm plante der Verteidiger, die Miami University in Ohio zu besuchen, wurde allerdings im NHL Entry Draft 2011 an 20. Position (und somit in der ersten Runde) von den Phoenix Coyotes ausgewählt. Daraufhin entschloss er sich, nicht aufs College zu gehen und stattdessen in die Ontario Hockey League, eine der drei höchsten Juniorenligen Kanadas, zu wechseln. Dort schloss er sich im Juli 2011 den Sarnia Sting an. Zudem unterzeichnete er im August 2011 einen Einstiegsvertrag bei den Phoenix Coyotes.

### Sarnia Sting
Sein Debüt bei den Sting verzögerte sich bis Ende November 2011 durch eine Knieoperation, die nach einer Verletzung in einem Trainingslager des US NTPD nötig wurde. Trotzdem kam der Verteidiger in seiner ersten OHL-Saison auf 26 Scorerpunkte aus 35 Spielen. Die zweite Spielzeit, in der er die Mannschaft als Assistenzkapitän anführte, endete für Murphy vorzeitig, als er sich im Finale der U20-Junioren-WM 2013 erneut eine Knieverletzung zuzog – allerdings gewann das Team erneut die Goldmedaille.

### Arizona Coyotes
Mit Beginn der Saison trat Murphy in das System der Phoenix Coyotes über, wobei er vorerst bei den Portland Pirates spielte, dem Farmteam der Coyotes aus der American Hockey League. Im November 2013 stand er dann erstmals im NHL-Aufgebot und kam im Spiel gegen die Tampa Bay Lightning zu seinem Debüt in der National Hockey League, bei dem ihm direkt ein Tor gelang. Im Laufe der Saison 2013/14 kam er zu etwa gleichen Teilen in AHL und NHL zum Einsatz. Ferner nahm er an der Weltmeisterschaft 2014 teil und belegte dort mit der Senioren-Nationalmannschaft der Vereinigten Staaten den sechsten Platz.
Mit Beginn der Saison 2014/15, seit der die Phoenix Coyotes als Arizona Coyotes firmieren, etablierte sich Murphy im NHL-Kader und kam in der Spielzeit 73 Mal zum Einsatz. Im Anschluss an die Spielzeit gewann er mit der Nationalmannschaft bei der Weltmeisterschaft 2015 die Bronzemedaille.

### Chicago Blackhawks
Nach fast sechs Jahren in der Organisation der Coyotes wurde er im Juni 2017 samt Laurent Dauphin an die Chicago Blackhawks abgegeben, die im Gegenzug Niklas Hjalmarsson nach Arizona schickten. In Chicago unterzeichnete Murphy im August 2021 einen neuen Vierjahresvertrag, der ihm mit Beginn der Saison 2022/23 ein durchschnittliches Jahresgehalt von 4,4 Millionen US-Dollar einbringen soll.

## Erfolge und Auszeichnungen
- 2010 Silbermedaille beim Ivan Hlinka Memorial Tournament
- 2011 Goldmedaille bei der U18-Junioren-Weltmeisterschaft
- 2013 Goldmedaille bei der U20-Junioren-Weltmeisterschaft
- 2015 Bronzemedaille bei der Weltmeisterschaft
- 2018 Bronzemedaille bei der Weltmeisterschaft

## Karrierestatistik
Stand: Ende der Saison 2024/25

### International
Vertrat die USA bei:
| - Ivan Hlinka Memorial Tournament 2010 - U18-Junioren-Weltmeisterschaft 2011 - U20-Junioren-Weltmeisterschaft 2013 - Weltmeisterschaft 2014 | - Weltmeisterschaft 2015 - Weltmeisterschaft 2016 - Weltmeisterschaft 2017 - Weltmeisterschaft 2018 |

(Legende zur Spielerstatistik: Sp oder GP = absolvierte Spiele; T oder G = erzielte Tore; V oder A = erzielte Assists; Pkt oder Pts = erzielte Scorerpunkte; SM oder PIM = erhaltene Strafminuten; +/− = Plus/Minus-Bilanz; PP = erzielte Überzahltore; SH = erzielte Unterzahltore; GW = erzielte Siegtore; 1 Play-downs/Relegation; Kursiv: Statistik nicht vollständig)